# Единство (1947 – 1949)
Вижте пояснителната страница за други значения на Единство.
„Единство“ (на македонска литературна норма: Единство; на гръцки: Ενότητα) е двуезичен вестник, орган на Окръжния комитет на Народоосвободителния фронт за Костурско и се издава на гръцки език и на костурски български диалект.
Вестникът се издава от Главния отдел за агитация и пропаганда на НОФ за Егейска Македония. Главен редактор е Мичо Губиденов. Размножава се на хектограф. Вестникът се издава в Костурско в периода 1947-1949 година. По-късно излиза в Булкес, Федерална Югославия.